# Pályaválasztó
A pályaválasztó a versenysportokban az a sportszervezet, amelyet az adott sportág versenyszabályai értelmében ilyen jogok illetnek, illetve ilyen kötelezettségek terhelnek.  A bajnokság (verseny) megkezdése, illetve az idény (szezon) kezdete előtt a mérkőzés helyét, a versenyszabályzat ide vonatkozó rendelkezéseinek figyelembevételével a pályaválasztó sportszervezet határozza meg. A pályaválasztó sportszervezet joga és kötelessége a mérkőzés megrendezése.
A pályaválasztó csapatot szokás szerint hazai csapatnak, míg a másik sportszervezetet általában vendégcsapatnak nevezik.
A pályaválasztói jogról lemondani nem lehet.
A pályaválasztó státus csak az egyik csapatot illetheti meg az ellenfelek közül. Egykor érmefeldobással vagy más módon döntöttek a csapatok között. Ma már a pályaválasztó sportszervezetet a sportág versenyszabályai határozzák meg. Eltérhetnek a pályaválasztó kijelölésének szabályai attól függően, hogy oda-visszavágó rendszerben lebonyolított körmérkőzésről vagy kupamérkőzésről van-e szó. A körmérkőzéses bajnokság előzetes sorsolása ugyanis két, azonos csapatok közötti mérkőzésekből álló fordulóból áll – a két idény közötti egyik fő különbség, hogy azonos ellenfélpárok között az egyik idényben pályaválasztó csapat a másik idényben nem lehet pályaválasztó, csak vendég.
A kupamérkőzéseken azonos osztályba sorolt ellenfelek közötti mérkőzéseken sorsolással döntenek, míg különböző osztályba tartozó csapatok közül az alacsonyabb osztályba tartozó csapat lesz szükségképpen a pályaválasztó.
A pályaválasztó meghatározásának módját a versenykiírás tartalmazza.

## A pályaválasztói jog
A pályaválasztói jogól az adott sportág versenyszabályzata tartalmaz rendelkezéseket. Az MLSZ szabályzatának 34. §-a az alábbiakat tartalmazza:
A pályaválasztói jogról lemondani nem lehet, ez a szabály a kupamérkőzésekre is vonatkozik. Bérelt pályán történő mérkőzésrendezés esetében sem lehet a pályaválasztói jogot átadni, illetve azt a (stadiont) pályát nem lehet bérelni, melyen az ellenfele játssza hazai mérkőzéseit.
A bajnokság (verseny) sorsolása meghatározza a pályaválasztás jogát. Az őszi idényben (szezonban) pályaválasztóként kisorsolt csapat a tavaszi idényben (szezonban) ugyanazzal a csapattal szemben nem lehet pályaválasztó. Kivéve azt az esetet, amikor ősszel a vendég - utazó - csapat hibájából maradt el a mérkőzés. Ez esetben az őszi pályaválasztó csapat a tavaszi idényben (szezonban) is pályaválasztóként szerepel.
(3) A versenyrendszert kiíró szövetség Versenybizottságánál a pályaválasztó csapat tesz javaslatot a mérkőzés lejátszásának időpontjára a bajnokság (verseny) megkezdése előtt, kivéve a szerződés szerint a tv-k által közvetített mérkőzések. A pályaválasztó csapat a sorsolás, időpont egyeztető értekezleten is megteheti javaslatát a mérkőzés napjára és kezdési időpontjára. A Versenybizottság abban az esetben köteles elfogadni a bajnoki mérkőzés időpontjára vonatkozó javaslatot, ha az a versenykiíráshoz mellékelt versenynaptárban kijelölt napra, ill. szombatra, vasárnapra, ünnepnapra kéri a pályaválasztó a mérkőzés megrendezését. Minden más esetben a két csapat megegyezése szükséges a mérkőzés időpontjának megállapításához. Vonatkozik ez arra az esetre is amikor a szombati játéknap munkanap áthelyezés miatt munkanapos játéknappá válik.
A versenyrendszert kiíró szövetség Versenybizottsága, az érdekelt sportszervezetek írásban megindokolt kérésére, az őszi idényben (szezonban) engedélyezheti a pályaválasztási jog felcserélését.(5) Ha azonos pályán játszó csapatok közül az egyik a bajnoki (verseny) év során pályát változtat, akkor a sorsolásban meghatározott mérkőzéseit, mint pályaválasztó az új pályán játssza le. A kupamérkőzések pályaválasztói joga a kupaforduló sorsolásán dől el, az adott versenykiírásban meghatározottak szerint.

## A bajnokság lebonyolítási rendje és a pályaválasztás
A bajnokság lebonyolítási rendjét a versenyrendszert kiíró szövetség határozza meg. Az alábbi lebonyolítási rendekben szervezhető a bajnokság (verseny): a) őszi-tavaszi rendszerű; b) őszi-tavaszi rendszerű rájátszással. A bajnoki-, kupa-, torna mérkőzések sorrendjét, helyét és idejét nyilvános sorsolással kell megállapítani. Az őszi-tavaszi rendszerű bajnokságban (versenyben) az azonos osztályba, csoportba tartozó csapatok minden bajnoki évben legalább kétszer mérkőznek egymással: általában egyszer ősszel, egyszer tavasszal. A mérkőzést a sorsolásban meghatározott pályaválasztó sportszervezet rendezésében kell lejátszani. Az egyes bajnoki csoportokban a besorolt csapatok alacsony létszáma esetén 3-4 fordulós bajnokság is sorsolható.

### A sorsolási elvek
A sorsolási elvek a következők: 
- a) azonos napra egy csapatnak két bajnoki, vagy két kupa, illetve egy bajnoki és kupamérkőzést kitűzni nem lehet, ha a versenyt tornarendszerű lebonyolításban rendezik;
- b) az őszi-tavaszi rendszerű bajnokságra (versenyre) a sorsolást a bajnokság (verseny) megindulása előtt el kell készíteni a bajnoki (verseny) év teljes tartamára (őszi-tavaszi idényre, szezonra); A bajnokság őszi idényének (szezonjának) befejezése után nem szabad a tavaszi idényre (szezonra) új sorsolást készíteni akkor, ha a versenykiírás az osztályból, csoportból feljutást és kiesést határoz meg;
- c) a sorsolásnál lehetőleg teljesíteni kell a sportszervezetnek azt a kérését, hogy a sportszervezet melyik fordulóban kíván hazai pályán játszani. A 36 pályaválasztó csapat határozza meg, hogy mely napon kívánja megrendezni a mérkőzést, de ez nem térhet el a versenykiírásban meghatározott napoktól.
- d) a sorsolásnál lehetőleg teljesíteni kell, hogy pályaválasztási jogát azonos vagy ellentétes fordulóban kívánja-e gyakorolni egy másik sportszervezettel, vagy saját másik csapatával játszandó mérkőzéseken. A kérés azonban nem teljesíthető akkor, ha az az osztály vagy a csoport legalább egy csapatára nézve is hátrányos.[11]

## A pályaválasztó sportszervezet szervezési feladatai
A pályaválasztó köteles a mérkőzés megtartásához szükséges valamennyi engedély megszerzéséről gondoskodni. Az éves biztonságtechnikai és pályahitelesítési jegyzőkönyvben megállapított nézőszámot (hazai és vendégszurkolók külön-külön feltüntetve) a rendező sportszervezet nem korlátozhatja. Kivéve: hatósági intézkedés, illetve az illetékes labdarúgó szövetség fegyelmi határozata alapján.
Az érvényes rendelkezések figyelembe vétele mellett a pályaválasztó sportszervezet megállapodik ellenfelével a biztosítandó tiszteletjegyek mennyiségében. Az ellenfél a visszavágó mérkőzésen ugyanannyi tiszteletjegyet tartozik visszaadni.
A versenyrendszert kiíró szövetségnél bejelentett mérkőzés helyét és kezdési időpontjának megváltoztatását a sorsolásegyeztető értekezlet után egyoldalúan egyik sportszervezet sem kezdeményezheti, kivéve ha a változtatás a sorsolás véglegesítése előtt vasárnapról szombatra, illetve szombatról vasárnapra történő áthelyezést jelent a hazai csapat esetében. Ezen kivétel mellett az időpont csak a két sportszervezet együttes beleegyezése esetén változtatható meg. Minden esetben a versenyrendszert kiíró szövetség Versenybizottsága dönt az időpont módosítása ügyében.
Ha egy mérkőzés elmarad, vagy félbeszakad és beszüntetik, akkor a versenyrendszert kiíró szövetség Versenybizottsága dönt a mérkőzés újrajátszásáról és annak időpontjáról, de a pályaválasztói jog az eredetileg kijelölt sportszervezetet illeti meg. 
A hivatalos játéknaptól eltérő időpontra mérkőzést bejelenteni csak a két érintett sportszervezet képviselőjének írásos megállapodása alapján lehet. Ha a pályaválasztó megállapodási, bejelentési kötelezettségét elmulasztja és emiatt a mérkőzés elmarad, akkor a mérkőzést a pályaválasztó hibájából elmaradt mérkőzésnek kell tekinteni.

## A mérkőzés színhelye
A bajnokság (verseny) megkezdése illetve a tavaszi idény (szezon) kezdete előtt a mérkőzés helyét a Szabályzat ide vonatkozó rendelkezéseinek figyelembe vételével a pályaválasztó sportszervezet határozza meg. A pályaválasztó sportszervezet joga és kötelessége a mérkőzés megrendezése.
A mérkőzés lebonyolításához szükséges, megfelelő minőségű játéktér biztosítása is a rendező sportszervezet feladata és kötelezettsége. a) A játéktér karbantartásával, kezelésével (hengerlés, nyírás, locsolás stb.) kapcsolatos munkálatokat a mérkőzés kezdete előtt legalább egy órával be kell fejezni. b) Az ezt követő időszakban (a mérkőzés kezdetéig, vagy a mérkőzés szünetében) csak a vendég csapattal történt előzetes egyeztetés és hozzájárulás alapján lehet végezni a játéktéren az előbbiekben 
említett munkálatokat.(pld.: a játéktér locsolása a mérkőzés szünetében csak egész pályán lehetséges stb.)
A mérkőzéssel kapcsolatban a hangosítással, a hangosbemondó rendszer kötelező működtetésével az alábbi előírásokat kell betartani: A nézőtéri zaj mellett is tisztán hallható, megfelelő hangerősségű tájékoztatást kell biztosítani a mérkőzéssel kapcsolatos eseményekről.
A mérkőzéssel kapcsolatos tények és információk körébe tartozik:
- a) a mérkőzés előtt: csapatok neve, összeállítása, vezetőedzők neve, játékvezetők és asszisztensek neve, stb.
- b) a mérkőzés alatt (pl. eredmény, góllövők, cserejátékosok, sárga vagy piros lapos figyelmeztetésben részesülők neve, hosszabbítás időtartama, stb.)
- c) a mérkőzés végén ( pl. végeredmény, góllövők, sárga vagy piros lapos figyelmeztetésben részesülők neve, a következő mérkőzés helyszíne, időpontja stb.)
- d) fentiek mellett kizárólag tájékoztató, útbaigazító közlések hangozhatnak el pl. tájékoztatás rendkívüli eseményekről, rendzavarás, rasszista megnyilvánulások tiltása, mérkőzés félbeszakítása, beszüntetése stb.[19]

A sportszervezetek a nevezési lapon jelentik be, hogy mérkőzéseiket melyik pályán rendezik. A pályaválasztó sportszervezet csak a bejelentett pályán rendezheti meg mérkőzését. Indokolt esetben, év közben, alkalmanként vagy tartósan, más pályán is megrendezhető mérkőzés. A változásról a mérkőzés előtt - rendkívüli körülmény esetét kivéve - legalább 15 nappal köteles értesíteni a szövetséget és az érintett sportszervezet. Az értesítés elmulasztása fegyelmi vétség, és ha emiatt elmarad a mérkőzés, annak versenyügyi és fegyelmi következményét a vétkes sportszervezetnek kell viselni.
A nevezési lapon bejelentett főpálya csak a sportszervezet székhelyével azonos helységben lehet. Ez alól kivétel, a rendkívüli eset. Ha fegyelmi döntés következtében nem játszhat a csapat  a saját pályáján, akkor - lehetőség szerint - olyan pályán kell a mérkőzését lejátszani, amely nem okoz ezzel az ellenfeélnek többletköltséget, hosszabb utazást.
A versenyrendszert kiíró szövetség indokolt esetben kötelezheti a sportszervezeteket arra, hogy mérkőzéseiket ne a pályaválasztó csapat pályáján, hanem másutt játsszák le.

## Felelősség a szükség-játékvezető kiválasztásáért
A játékvezető távolmaradása esetén a  szükség-játékvezető személyében a két csapat köteles megegyezni. Ha a hivatalosan kiküldött játékvezető távollétében a csapatok nem egyeznek meg a szükség-játékvezető személyében, és emiatt a mérkőzés elmarad, mindkét csapatot vétkesnek kell tartani.
Ha mindkét csapat vezetője tesz javaslatot, megegyezés hiányában a vendégcsapat által javasolt személyt kell elfogadni szükség-játékvezetőnek. Ebben az esetben a mérkőzés elmaradásából eredő versenyügyi felelősség, illetve kár és a felmerülő költség a pályaválasztó sportszervezetet terheli.
Ha vendégcsapatnak nincs javaslata, a pályaválasztó köteles szükségjátékvezetőről gondoskodni. Ebben az esetben a mérkőzés elmaradásából eredő versenyügyi felelősség, illetve kár és a felmerülő költség a vendég sportszervezetet terheli.

## Felelősség a mérkőzés elmaradásért
Ha a mérkőzés azért maradt el, mert a pályaválasztó sportszervezet nem jelent meg a mérkőzés színhelyén, akkor a 3 bajnoki pontot 3-0 gólkülönbséggel a vendégcsapat javára kell igazolni.
Ha az utazó csapat saját hibáján kívüli okból késett vagy maradt távol a mérkőzés színhelyétől, akkor fegyelmi felelőssége abban az esetben nem állapítható meg, ha a mérkőzés hivatalos kezdési időpontjáig értesíti a rendező sportszervezetet, a mérkőzés játékvezetőjét, és a bajnokságot kiíró szervezet vezetőjét.
Ha az egyik csapat a mérkőzés helyszínére nem utazik el, illetve ugyanazon helységben vendégként nem jelenik meg a mérkőzés színhelyén, a le nem játszott mérkőzésen a 3 bajnoki pontot 3-0 gólkülönbséggel a vétlen csapat javára kell igazolni. Ezen kívül, ha az utazó sportszervezet az őszi idényre (szezonra) kisorsolt bajnoki mérkőzésre nem utazik el, akkor a tavaszi fordulóra elveszti pályaválasztó jogát, és köteles az ellenfélhez utazni. Ha az utazó sportszervezet a tavaszi idényre (szezonra) kisorsolt bajnoki mérkőzésre nem utazik el, akkor köteles megtéríteni a pályaválasztó sportszervezet igazoltan felmerült költségeit.

## A pályaválasztói jog megvonása
A sportszövetség a szervezővel szemben a szervezői feladatok elvégzésének elmulasztása miatt - fegyelmi eljárás lefolytatását követően - többek között -  a pályaválasztási jog legfeljebb 6 hónapra való megvonását mint intézkedést alkalmazhatja.